# Serra de Mas Pujol
La Serra de Mas Pujol és una serra situada a cavall dels termes municipals de Calders i de Monistrol de Calders, a la comarca del Moianès, tot i que la major part és dins del terme monistrolenc.
Està situada a l'extrem occidental del terme, al seu sector nord-occidental. És el serrat que es troba a l'extrem meridional de la Serra de les Abrines, i que se'n separa en angle recte, cap a ponent. És al nord-oest del lloc on hi havia hagut el mas Pujol, i d'on encara hi ha la petita ermita de Sant Pere Màrtir. El seu extrem de llevant és el Serrat del Rellotger, i el de ponent, el Turó del Jep Dó. Aproximadament a la meitat hi ha el Collet del Benet.
Aquest serrat separa la vall del torrent de Bellveí, que queda a migdia, de la del torrent de la Baga de Bellveí, situada al seu costat nord.